# Tyrkisk kaffe
Tyrkisk kaffe er ikke en særlig slags kaffesort eller kaffebønne, men er et vestligt navn på den måde, hvorpå kaffen tilberedes. I mellemøsten taler man blot om "kaffe" (kahve). Tyrkisk kaffe tilberedes ved at man opkoger vand, ekstremt fintmalede kaffebønner og eventuelt sukker i en cezve, indtil det skummer. Når kaffen skummer tages den fra varmen og serveres i små kaffekopper. Kaffen kan eventuelt serveres med tyrkisk delight eller mørk chokolade.
Den tyrkiske kaffe er almindeligvis den traditionelt set mest udbredte i hele Mellemøsten, Nordafrika, Kaukasus samt Grækenland og Balkan.

## Etymologi
Indtil 1980'erne, hvor instant kaffe blev populært var drikken, i Tyrkiet, blot kendt som "kaffe" (kahve, på tyrkisk). I dag omtaler især de yngre generationer drikken som "tyrkisk kaffe" (türk kahvesi på tyrkisk).
Andre steder i verden har tyrkisk kaffe andre navne. For eksempel blev det i Grækenland kaldt "tyrkisk kaffe" indtil Cypern-krisen i 1974, hvor navnet blev ændret til "Græsk kaffe".

## Tilberedning
Tyrkisk kaffe er meget fintmalet kaffe brygget ved kogning. Kaffen er malet så fint at den har en konsistens som mel. Enhver kaffebønne kan bruges i tyrkisk kaffe, arabica-sorten anses dog for at være den bedste kaffebønne, men andre sorter bruges også en del. Ved servering efterlades kaffegrumset i kaffen. Kaffen kan males hjemme i en manuel kværn, som er lavet til den meget fine maling, eller købes færdigkværnet i kaffebutikker eller supermarkeder i det meste af verden. Tyrkisk kaffe serveres traditionelt i en speciel lille porcelænskop kaldet en kahve fincanı.
I tyrkisk kaffe er sukkermængden vigtig og angives altid når man bestiller kaffen. Kaffen kan være usødet (tyrkisk: sade kahve), med lidt eller moderat sukker (tyrkisk: orta şekerli) eller sødt (tyrkisk: tatlı). Kaffen serveres ofte med noget småt og sødt at spise, såsom tyrkisk delight. Den er nogle gange smagt til med kardemomme, mastiks, salep eller ambra. Meget af det pulveriserede kaffegrums overføres fra cezven til koppen. I koppen sætter en del af det sig på bunden, men meget forbliver flydende og indtages sammen med kaffen.

## Historie
Tyrkisk kaffe blev først lavet i Det Osmanniske Rige, hvor man ud fra fortolkninger af Koranen, betragtede den stærke kaffe som et narkotikum. Derfor var det forbudt at drikke tyrkisk kaffe. Men da kaffen alligevel blev enormt populær ophævede sultanen senere dette forbud.
I midten og slutningen af 1600-tallet kom tyrkisk kaffe til Frankrig og Storbritannien. I denne periode startede cafeer at sælge tyrkisk kaffe. Den første som gjorde dette var en osmannisk jøde. I 1680'erne holdt den tyrkiske ambassadør i Frankrig efter sigende overdådige fester for byens overklasse, hvor afrikanske slaver blandt andet serverede tyrkisk kaffe til gæster i fine porcelænskopper på guld- eller sølvunderkopper.

## Kultur

### Spådom
I tyrkisk kaffe efterlades kaffegrumset næsten altid i kaffen. Når man har drukket en kop tyrkisk kaffe bruger man nogle gange grumset til at spå sin skæbne eller fremtid, dette er kendt som tasseografi. Dette gør man ved at vende koppen ned i underkoppen for at køle af, hvorefter kaffegrumsens mønster kan fortokles.

### Tyrkiske bryllupper
Ud over at være en hverdagsdrik er tyrkisk kaffe også en del af den traditionelle tyrkiske bryllupsskik. Som en indledning til ægteskabet skal brudgommens forældre besøge den unge piges familie, for at sikre sig at alle er i orden med ægteskabet, og for at give brudens forældre held, lykke og velsignelser for det kommende ægteskab. Under dette møde skal den kommende brud tilberede og servere tyrkisk kaffe for gæsterne. Til gommens kaffe bruger den kommende brud nogle gange salt i stedet for sukker for at vurdere hans personlighed. Hvis brudgommen drikker sin kaffe uden tegn på utilfredshed eller ubehag, antager den kommende brud, at brudgommen er godmodig og tålmodig.

## Navne og varianter

### Armenien
Tyrkisk kaffe er standard i de flest hjem i Armenien. På armensk kaldes det sev soorj (sort kaffe) eller Haykakan soorj (armensk: հայկական սուրճ, i bogstaveligste forstand armensk kaffe). Når det bliver tilberedt uden sukker kaldes det soorj arants shakari, men der er mere almindeligt at der bliver tilføjet lidt sukker (hvorved det kaldes normal).
Armenere introducerede kaffe til Korfu, da de bosatte sig på øen, hvor den var kendt som "østlig kaffe" som følge af den østlige oprindelse. Korfu, der aldrig havde været en del af Det Osmanniske Rige, havde ikke en etableret osmannisk kaffekultur før den blev introduceret af armenerne.
Ifølge The Reuben Percy Anecdotes, der blev samlet af journalisten Thomas Byerley, åbnede en armener en kaffebutik i Europa i 1674, på et tidspunkt hvor kaffe for første gang blev populært i vesten.
Armenere serverer nogle gange baklava sammen med kaffen.

### Grækenland
I Grækenland blev tyrkisk kaffe tidligere blot omtalt som 'tyrkisk' (τούρκικος). Men politiske spændinger med Tyrkiet i 1960'erne ledte til den politiske eufemisme "græsk kaffe" (ελληνικός καφές)," der blev endnu mere populær efter den tyrkiske invasion af Cypern i 1974: "... Græsk-tyrkiske relationer på alle niveauer blev anstrengte, 'tyrkisk kaffe' blev 'græsk kaffe' ved at erstatte et græsk ord med et andet og efterlade det arabiske låneord, som der ikke fandtes en græsk ækvivalent til, uændret." Der var sågar reklamekampagner, der promoverede navnet "græsk kaffe" i 1990'erne.

### Tjekkiet, Slovakiet, Polen og Litauen
En drik kaldet turecká káva eller turek er meget populær i Tjekkiet og Slovakiet, dog er andre former for kaffetilberedning såsom espresso blevet mere populære i de sidste par årtier, hvilket har mindsket tureks popularitet. Turek serveres normalt ikke længere på caféer, men tilberedes stadig i pubber, kiosker og i de tjekkiske og slovakiske hjem. Den tjekkiske og slovakiske form for tyrkisk kaffe er dog lidt forskellig fra tyrkisk kaffe i Tyrkiet, den arabiske verden eller Balkanlandene, da der her ikke bruges en cezve. I stedet lægges den ønskede mængde malet kaffe direkte i en kop som der hældes kogendee vand i. I de senere år er man dog også begyndt at lave tyrkisk kaffe i en cezve (džezva på tjekkisk). Kaffe tilberedes på samme måde i Polen og Litauen.

### Balkanlandene
I Bosnien-Hercegovina kaldes tyrkisk kaffe også for "bosnisk kaffe" (bosnisk: bosanska kahva). Den er dog lavet lidt anderledes end den tyrkiske variant. En forskel fra den tyrkiske tilberedning er, at når vandet når kogepunktet, gemmes en lille mængde til side til senere, normalt i en kaffekop. Derefter tilsættes kaffen til en cezve, og det resterende vand i koppen tilsættes cezven. Alt sættes tilbage på varmekilden for at nå sit kogepunkt igen, hvilket kun tager et par sekunder, da kaffen allerede er meget varm. Derefter er kaffen klar og kan nydes. Kaffedrikning i Bosnien er en traditionel daglig skik og spiller en vigtig rolle under sociale sammenkomster.

I både Slovenien, Serbien, Montenegro, Makedonien og Kroatien har tyrkisk kaffe næsten det samme navn og kaffen er næsten identisk med den tyrkiske version.